# Vierblättrige Tulpe
Die Vierblättrige Tulpe (Tulipa tetraphylla) ist eine Pflanzenart aus der Gattung der Tulpen (Tulipa) innerhalb der Familie der Liliengewächse (Liliaceae). Ihr Verbreitungsgebiet liegt in Zentralasien.

## Beschreibung

### Vegetative Merkmale
Tulipa tetraphylla ist eine ausdauernde, krautige Pflanze, die Wuchshöhen von meist 15 bis 20 Zentimetern, seltener nur etwa 5 Zentimetern erreicht. Die eiförmige Zwiebel besitzt einen Durchmesser von 1,5 bis 2 Zentimetern. Die Außenhaut (Zwiebeldecke) ist schwarz und an der Innenseite zur Spitze hin angedrückt behaart.
Die Sprossachse ist kahl. Die meist fünf oder sechs (drei bis sieben) Laubblätter stehen gedrängt. Sie sind annähernd fußförmig mit welligem Rand. Sie sind in der Größe variabel, überragen aber stets die Blüte. Die Blattspreite ist 1 und 1,5 Zentimeter breit und kahl am Rand aber gewimpert.

### Generative Merkmale
Eine oder zwei, selten bis zu vier Blüten hängen nickend. Sie zwittrige Blüte ist dreizählig. Die sechs gelben Perigonblätter sind bei einer Länge von 3 bis 4 Zentimetern sowie einer Breite von 6 bis 7 Millimetern länglich oder länglich-rautenförmig mit spitzem oder stumpfem oberen Ende. Die äußeren drei Perigonblätter sind violett gefleckt und abaxial grünlich überlaufen. Die inneren Perigonblätter sind auf der Rückseite an der Basis schmutzig grün.
Die sechs Staubblätter sind 1 bis 1,3 Zentimeter lang und etwa ein Drittel so hoch wie die Perigonblätter. Die Staubfäden sind gelb, kahl und vom Grund weg verschmälert. Die gelben Staubbeutel sind bei einer Länge von 7 bis 8 Millimetern linealisch. Der Griffel ist kurz.
Tulipa tetraphylla blüht im Mai und fruchtet im Juni und Juli. Die Chromosomenzahl beträgt 2n = 24, 48.

## Vorkommen
Das Verbreitungsgebiet von Tulipa tetraphylla liegt in Zentralasien und schließt Teile im Nordwesten des autonomen Gebiets Xinjiang in der Volksrepublik China und Teile Kirgisistan und Kasachstans ein.
Tulipa tetraphylla wächst in kieshaltigen Böden auf trockenen Hängen in Höhenlagen zwischen 1300 und 2600 Metern.

## Gefährdung
Tulipa tetraphylla ist relativ häufig, aber auf Grund der Landnutzungswandel und Überweidung im Verbreitungsgebiet in der Roten Liste Kirgisistans gelistet. Die Hänge, auf denen Tulipa tetraphylla gedeiht werden immer zeitiger im Jahr beweidet, die Pflanzenexemplare leiden unter Verbiss- und Trittschäden.

## Systematik
Die Erstbeschreibung von Tulipa tetraphylla erfolgte 1875 durch Eduard August von Regel in Trudy Imperatorskago S.-Peterburgskago Botaniceskago Sada. Acta Horti Petropolitani, Band 3, Teil 2, Seite 296. Synonyme für Tulipa tetraphylla Regel sind Tulipa brachystemon Regel und Tulipa kesselringii Regel.
Tulipa tetraphylla zeigt Übergänge zu Tulipa kolpakowskiana und ist wahrscheinlich durch Hybridisierung entstanden.